# Santa Eufemia del Barco
Santa Eufemia del Barco község Spanyolországban,  Zamora tartományban. Santa Eufemia del Barco Perilla de Castro, Olmillos de Castro és Carbajales de Alba községekkel határos. Lakosainak száma 169 fő (2024).

## Népesség
A település népessége az utóbbi években az alábbiak szerint változott:
| Lakosok száma | 292  | 279  | 259  | 247  | 218  | 199  | 187  | 177  | 174  | 169  |
|               | 2001 | 2004 | 2007 | 2009 | 2012 | 2014 | 2017 | 2019 | 2022 | 2024 |